# مايك إسبي
ألفونسو مايكل «مايك» إسبي (ولد في 30 نوفمبر 1953) هو سياسي ديمقراطي أمريكي.  عمل في مجلس النواب الأمريكي من 1987 إلى 1993 ممثلا عن منطقة الكونغرس الثانية في ميسيسيبي. كما شغل منصب وزير التجارة في الفترة من 1993 إلى 1994، بعد أن تم اختياره من قبل الرئيس بيل كلينتون. وكان أول أمريكي من أصل أفريقي في هذا المنصب. وقد تم اتهامه بتلقي رشاوى في عام 1997.

## روابط خارجية
- مايك إسبي على موقع مونزينجر (الألمانية)
- مايك إسبي على موقع إن إن دي بي (الإنجليزية)